# Madalena Felix
Madalena Felix (ur. 20 września 1989 r. w Luandzie) – angolska koszykarka. Występowała na trzech dużych turniejach. Jako juniorka debiutowała w kadrze podczas mistrzostw Afryki U-18 w 2006 roku – wtedy rozegrała 4 gry łącznie zdobywając 11 punktów. W tym samym roku zagrała w reprezentacji juniorek U-20, również na mistrzostwach Afryki 2006 – wtedy podczas 4 gier zdobyła 5 punktów. W 2012 roku debiutowała w kadrze seniorskiej i wystąpiła na Letnich Igrzyskach Olimpijskich 2012 w Londynie – zagrała 3 gry i zdobyła 3 punkty.

## Występy
- Mistrzostwa Afryki w koszykówce kobiet U-18 2006 r. – 5. miejsce
- Mistrzostwa Afryki w koszykówce kobiet U-20 2006 r. – 5. miejsce
- Letnie Igrzyska Olimpijskie 2012 r. – 12. miejsce